# I Like It (chanson de Gerry and the Pacemakers)
Pour les articles homonymes, voir I Like It.
Singles de Gerry and the Pacemakers
How Do You Do It?
(mars 1963) You'll Never Walk Alone
(octobre 1963)
I Like It est une chanson enregistrée en 1963 par le groupe Gerry and the Pacemakers.
Comme le précédent single du groupe, How Do You Do It?, elle est écrite par Mitch Murray et produite par George Martin. Elle se classe en tête de ventes en juin, détrônant From Me to You des Beatles qui avait elle-même délogé How Do You Do It? de la première place.
I Like It a été reprise par les Rezillos en 1978 sur leur premier album, Can't Stand the Rezillos, et par Vic Laurens en 1963 sur label Mercury, titre français : Je tremble, paroles de Jacques Revaux et Billy Nencioli.